# Bodianus atrolumbus
Bodianus atrolumbus là một loài cá biển thuộc chi Bodianus trong họ Cá bàng chài. Loài này được mô tả lần đầu tiên vào năm 1839.

## Từ nguyên
Từ định danh của loài được ghép bởi hai từ trong tiếng Latinh: atro ("đen") và lumbus ("vùng thắt lưng"), hàm ý đề cập đến vệt đen lớn trên lưng sau của cá trưởng thành.

## Phân loại học
B. atrolumbus trước đây chỉ được xem là biến thể kiểu màu của Bodianus perditio. Cá con giống nhau về kiểu màu, đặc trưng bởi một dải sọc dọc màu trắng trên cơ thể, theo sau bởi một vùng màu đen. Dải sọc trắng thu hẹp thành một đốm màu vàng trên lưng ở B. perditio, nhưng thành một vệt trắng mờ hoặc màu hồng ở B. atrolumbus.
Ngoài ra, kết quả phân tích trình tự mã vạch COI của DNA ty thể cho thấy giữa hai loài có sự khác biệt. Số lược mang của hai loài cũng có sự chênh lệch, và vây ngực của B. atrolumbus lại ngắn hơn so với B. perditio.

## Phạm vi phân bố và môi trường sống
B. atrolumbus chỉ được biết đến tại 3 địa điểm ở Tây Nam Ấn Độ Dương: quần đảo Mascarene, bãi cạn Cargados Carajos và bờ biển phía nam Mozambique.

## Mô tả
B. atrolumbus có chiều dài cơ thể tối đa được ghi nhận là 57 cm.
Số gai ở vây lưng: 12; Số tia vây ở vây lưng: 10; Số gai ở vây hậu môn: 3; Số tia vây ở vây hậu môn: 11; Số tia vây ở vây ngực: 17; Số lược mang: 18–21.

### Trích dẫn
- J. E. Randall; B. C. Victor (2013). “Bodianus atrolumbus (Valenciennes 1839), a valid species of labrid fish from the southwest Indian Ocean” (PDF). Journal of the Ocean Science Foundation. 8: 44–61.